# Discographie de Marc Lavoine
La discographie du chanteur et parolier français Marc Lavoine, comprend treize albums studio, cinq compilations, deux albums live ainsi que plus de cinquante singles.

## Albums

### Albums studio
| Titre                  | Détails                                                                                   | Meilleur classement | Meilleur classement | Meilleur classement | Meilleur classement | Meilleur classement | Ventes certifiées                 | Certifications                                              |
| Titre                  | Détails                                                                                   | FRA ,               | BEL (Wa.)           | BEL (Fl.)           | SUI                 | SUI (Rom.)          | Ventes certifiées                 | Certifications                                              |
| ---------------------- | ----------------------------------------------------------------------------------------- | ------------------- | ------------------- | ------------------- | ------------------- | ------------------- | --------------------------------- | ----------------------------------------------------------- |
| Marc Lavoine           | - Sortie : janvier 1985 - Label : Philips - Formats : CD, cassette, vinyle                | —                   | —                   | —                   | —                   | —                   |                                   |                                                             |
| Fabriqué               | - Sortie : 1er septembre 1987 - Label : AVREP, PolyGram - Formats : CD, cassette, vinyle  | —                   | —                   | —                   | —                   | —                   |                                   |                                                             |
| Les Amours du dimanche | - Sortie : 1er juin 1989 - Label : AVREP, PolyGram - Formats : CD, cassette, vinyle       | 35                  | —                   | —                   | —                   | —                   | - : 200 000                       | - SNEP : 2 × Or                                             |
| Paris                  | - Sortie : 27 septembre 1991 - Label : AVREP, BMG France - Formats : CD, cassette, vinyle | 35                  | —                   | —                   | —                   | —                   | - : 100 000                       | - SNEP : Or                                                 |
| Faux Rêveur            | - Sortie : 10 octobre 1993 - Label : BMG France - Formats : CD, cassette                  | —                   | —                   | —                   | —                   | —                   |                                   |                                                             |
| Lavoine Matic          | - Sortie : 28 octobre 1996 - Label : BMG France - Formats : CD, cassette                  | —                   | —                   | —                   | —                   | —                   |                                   |                                                             |
| Septième Ciel          | - Sortie : 31 août 1999 - Label : BMG France, RCA - Formats : CD, cassette                | 57                  | —                   | —                   | —                   | —                   |                                   |                                                             |
| Marc Lavoine           | - Sortie : 8 octobre 2001 - Label : Mercury - Formats : CD, cassette                      | 11                  | 11                  | —                   | 62                  | —                   | - : 600 000 - : 20 000 - : 15 000 | - SNEP : 2 × Platine - IFPI Belgique: Or - IFPI Suisse : Or |
| L'Heure d'été          | - Sortie : 23 mai 2005 - Label : Mercury - Formats : CD, téléchargement                   | 2                   | 3                   | —                   | 13                  | —                   | - : 400 000 - : 15 000            | - SNEP : 2 × Platine - IFPI Belgique : · Or                 |
| Volume 10              | - Sortie : 31 août 2009 - Label : Mercury - Formats : CD, vinyle, téléchargement          | 1                   | 3                   | —                   | 28                  | 24                  | - : 300 000 - : 15 000            | - SNEP : 3 × Platine - BEA : Or                             |
| Je descends du singe   | - Sortie : 10 septembre 2012 - Label : Barclay - Formats : CD, vinyle, téléchargement     | 1                   | 1                   | 187                 | 41                  | 4                   | - : 100 000                       | - SNEP : Platine                                            |
| Les Souliers rouges    | - Sortie : 9 septembre 2016 - Label : Barclay - Formats : CD, vinyle, téléchargement      | 6                   | 7                   | 196                 | 40                  | 6                   | - : 50 000                        | - SNEP : Or                                                 |
| Je reviens à toi       | - Sortie : 18 mai 2018 - Label : Barclay - Formats : CD, vinyle, téléchargement           | 2                   | 1                   | —                   | 16                  | 1                   | - : 50 000                        | - SNEP : Or                                                 |
| Adulte jamais          | - Sortie : 14 janvier 2022 - Label : Barclay - Formats : CD, vinyle, téléchargement       | 5                   | 6                   | —                   |                     | 34                  | :                                 |                                                             |

### Albums en public
| Titre                                                             | Détails                                                                     | Meilleur classement | Meilleur classement | Meilleur classement | Ventes      | Certifications   |
| Titre                                                             | Détails                                                                     | FRA                 | BEL                 | SUI                 | Ventes      | Certifications   |
| ----------------------------------------------------------------- | --------------------------------------------------------------------------- | ------------------- | ------------------- | ------------------- | ----------- | ---------------- |
| Live à la Cigale                                                  | - Sortie : 1988 - Labels : AVREP, PolyGram - Formats : CD, cassette, vinyle | —                   | —                   | —                   |             |                  |
| Olympia deux mille trois                                          | - Sortie : 27 mai 2003 - Labels : Mercury - Formats : CD, DVD               | 13                  | 14                  | 81                  | - : 300 000 | - SNEP : Platine |
| « — » indique que l'album n'est pas sorti ou classé dans le pays. |                                                                             |                     |                     |                     |             |                  |

### Compilations
| Best of 1985/1995                                                 | - Sortie : 3 octobre 1995 - Label : PolyGram - Formats : CD, cassette                 | 177 | 4  | —  |             |                 |
| C'est ça Lavoine                                                  | - Sortie : 29 janvier 2001 - Label : BMG France - Formats : CD, cassette              | —   | 48 | —  | - : 200 000 | - SNEP : 2 × Or |
| Les Duos de Marc                                                  | - Sortie : 15 octobre 2007 - Label : Mercury - Formats : CD, téléchargement           | 151 | 2  | 42 | - : 15 000  | - BEA : Or      |
| Les Solos de Marc                                                 | - Sortie : 15 octobre 2007 - Label : Mercury - Formats : CD, téléchargement           | —   | 22 | 91 |             |                 |
| Morceaux d'amour                                                  | - Sortie : 1er novembre 2019 - Label : Barclay - Formats : CD, téléchargement, vinyle | 16  | 13 | 65 |             |                 |
| « — » indique que l'album n'est pas sorti ou classé dans le pays. |                                                                                       |     |    |    |             |                 |

## Singles
| Année                                                               | Titre                                                             | Meilleur classement | Meilleur classement | Meilleur classement | Meilleur classement | Ventes certifiées      | Certifications         | Album                    |
| Année                                                               | Titre                                                             | FRA                 | WAL ,[*]            | SUI                 | QC                  | Ventes certifiées      | Certifications         | Album                    |
| ------------------------------------------------------------------- | ----------------------------------------------------------------- | ------------------- | ------------------- | ------------------- | ------------------- | ---------------------- | ---------------------- | ------------------------ |
| 1983                                                                | Je n'sais même plus de quoi j'ai l'air                            | —                   | —                   | —                   | —                   |                        |                        | single uniquement        |
| 1984                                                                | Pour une biguine avec toi                                         | —                   | —                   | —                   | 18                  |                        |                        | Marc Lavoine             |
| 1985                                                                | Elle a les yeux revolver                                          | 4                   | —                   | —                   | —                   | - : 640 000            | - SNEP : Or            | Marc Lavoine             |
| 1985                                                                | Tu me divises par deux                                            | —                   | —                   | —                   | —                   |                        |                        | Marc Lavoine             |
| 1986                                                                | Le Parking des anges                                              | 11                  | —                   | —                   | —                   | - : 250 000            | - SNEP : Argent        | Marc Lavoine             |
| 1986                                                                | Bascule avec moi                                                  | 14                  | —                   | —                   | 11                  |                        |                        | Marc Lavoine             |
| 1987                                                                | Même si                                                           | 14                  | —                   | —                   | 20                  |                        |                        | Fabriqué                 |
| 1987                                                                | Le monde est tellement con                                        | 20                  | —                   | —                   | —                   |                        |                        | Fabriqué                 |
| 1988                                                                | Qu'est-ce que t'es belle (avec Catherine Ringer)                  | 31                  | —                   | —                   | —                   |                        |                        | Fabriqué                 |
| 1988                                                                | Si tu veux le savoir                                              | 11                  | —                   | —                   | 2                   |                        |                        | Fabriqué                 |
| 1989                                                                | C’est la vie                                                      | 14                  | —                   | —                   | 1                   |                        |                        | Les Amours du dimanche   |
| 1989                                                                | Ami                                                               | —                   | —                   | —                   | 2                   |                        |                        | Les Amours du dimanche   |
| 1990                                                                | Toutes mes excuses (chère amie)                                   | 159                 | —                   | —                   | —                   |                        |                        | Les Amours du dimanche   |
| 1990                                                                | Rue Fontaine                                                      | 11                  | —                   | —                   | 15                  |                        |                        | Les Amours du dimanche   |
| 1990                                                                | Je n’ai plus rien à te donner                                     | 18                  | —                   | —                   | 33                  |                        |                        | Les Amours du dimanche   |
| 1991                                                                | Paris                                                             | 28                  | —                   | —                   | —                   |                        |                        | Paris                    |
| 1992                                                                | L’Amour de 30 secondes                                            | 32                  | —                   | —                   | —                   |                        |                        | Paris                    |
| 1992                                                                | Ça m’est égal                                                     | 41                  | —                   | —                   | —                   |                        |                        | Paris                    |
| 1992                                                                | Fils de moi                                                       | —                   | —                   | —                   | —                   |                        |                        | Paris                    |
| 1993                                                                | Tu me suffiras                                                    | —                   | —                   | —                   | —                   |                        |                        | Faux Rêveur              |
| 1994                                                                | On ira jamais à Venise                                            | —                   | —                   | —                   | —                   |                        |                        | Faux Rêveur              |
| 1994                                                                | Faux Rêveur                                                       | —                   | —                   | —                   | —                   |                        |                        | Faux Rêveur              |
| 1995                                                                | Une nuit sur son épaule (avec Véronique Sanson)                   | 34                  | —                   | —                   | —                   |                        |                        | Comme ils l'imaginent    |
| 1995                                                                | Reste sur moi                                                     | —                   | —                   | —                   | —                   |                        |                        | Best of 1985/1995        |
| 1996                                                                | C’est ça la France                                                | —                   | —                   | —                   | —                   |                        |                        | Lavoine Matic            |
| 1996                                                                | Petit à petit feu                                                 | —                   | —                   | —                   | —                   |                        |                        | Lavoine Matic            |
| 1997                                                                | Les hommes sont des femmes comme les autres (avec Princess Erika) | —                   | —                   | —                   | —                   |                        |                        | Lavoine Matic            |
| 1997                                                                | Les Embouteillages                                                | —                   | —                   | —                   | —                   |                        |                        | Lavoine Matic            |
| 1998                                                                | J’habite en jalousie                                              | —                   | —                   | —                   | —                   |                        |                        | Lavoine Matic            |
| 1999                                                                | Les Tournesols                                                    | 62                  | —                   | —                   | —                   |                        |                        | Septième Ciel            |
| 1999                                                                | Fais semblant                                                     | —                   | —                   | —                   | —                   |                        |                        | Septième Ciel            |
| 2000                                                                | J’écris des chansons                                              | —                   | —                   | —                   | —                   |                        |                        | Septième Ciel            |
| 2000                                                                | Adieu Camille (avec Julie Depardieu)                              | —                   | —                   | —                   | —                   |                        |                        | Les Duos de Marc         |
| 2001                                                                | Le Pont Mirabeau                                                  | 83                  | —                   | —                   | —                   |                        |                        | Marc Lavoine             |
| 2001                                                                | J'ai tout oublié (avec Cristina Marocco)                          | 1                   | 4                   | —                   | —                   | - : 250 000 - : 10 000 | - SNEP : Or - BEA : Or | Marc Lavoine             |
| 2002                                                                | J’aurais voulu                                                    | 54                  | —                   | —                   | —                   |                        |                        | Marc Lavoine             |
| 2002                                                                | Je ne veux qu'elle (avec Claire Keim)                             | 9                   | 14                  | 34                  | —                   |                        |                        | Marc Lavoine             |
| 2003                                                                | Dis-moi que l'amour (avec Bambou)                                 | 10                  | 14                  | 38                  | —                   |                        |                        | Olympia deux mille trois |
| 2005                                                                | Je me sens si seul                                                | 16                  | 17                  | 59                  | —                   |                        |                        | L'Heure d'été            |
| 2006                                                                | Toi mon amour                                                     | 8                   | 10                  | 43                  | —                   |                        |                        | L'Heure d'été            |
| 2006                                                                | Tu m'as renversé                                                  | —                   | —                   | —                   | —                   |                        |                        | L'Heure d'été            |
| 2006                                                                | J’espère (avec Quỳnh Anh)                                         | —                   | —                   | —                   | —                   |                        |                        | L'Heure d'été            |
| 2007                                                                | J’ai confiance en toi (Mi fido di te) (avec Jovanotti)            | —                   | —                   | —                   | —                   |                        |                        | Les Duos de Marc         |
| 2007                                                                | Un ami (avec Florent Pagny)                                       | —                   | 25                  | —                   | —                   |                        |                        | Les Duos de Marc         |
| 2009                                                                | La Semaine prochaine                                              | —                   | 13                  | —                   | —                   |                        |                        | Volume 10                |
| 2009                                                                | Reviens mon amour                                                 | —                   | 12                  | —                   | —                   |                        |                        | Volume 10                |
| 2010                                                                | Rue des Acacias                                                   | —                   | —                   | —                   | —                   |                        |                        | Volume 10                |
| 2010                                                                | Demande-moi                                                       | —                   | —                   | —                   | —                   |                        |                        | Volume 10                |
| 2010                                                                | La Grande Amour (avec Valérie Lemercier)                          | —                   | —                   | —                   | —                   |                        |                        | Volume 10                |
| 2012                                                                | Je descends du singe                                              | 55                  | —                   | —                   | —                   |                        |                        | Je descends du singe     |
| 2012                                                                | J'ai vu la lumière                                                | —                   | —                   | —                   | —                   |                        |                        | Je descends du singe     |
| 2013                                                                | Auprès de toi mon frère                                           | —                   | —                   | —                   | —                   |                        |                        | Je descends du singe     |
| 2016                                                                | Vivre ou ne pas vivre (avec Cœur de Pirate et Arthur H)           | 14                  | —                   | —                   | —                   |                        |                        | Les Souliers rouges      |
| 2016                                                                | Oh mon amour (avec Cœur de Pirate)                                | —                   | —                   | —                   | —                   |                        |                        | Les Souliers rouges      |
| 2018                                                                | Je reviens à toi                                                  | —                   | —                   | —                   | —                   |                        |                        | Je reviens à toi         |
| 2018                                                                | Comme je t'aime                                                   | —                   | —                   | —                   | —                   |                        |                        | Je reviens à toi         |
| 2018                                                                | Le Temps perdu                                                    | —                   | —                   | —                   | —                   |                        |                        | Je reviens à toi         |
| 2019                                                                | Seul définitivement                                               | —                   | —                   | —                   | —                   |                        |                        | Je reviens à toi         |
| 2019                                                                | Ma Papou                                                          | —                   | —                   | —                   | —                   |                        |                        | Je reviens à toi         |
| 2019                                                                | Morceaux d'amour                                                  | —                   | —                   | —                   | —                   |                        |                        | Morceaux d'amour         |
| 2020                                                                | Toi et moi                                                        | —                   | —                   | —                   | —                   |                        |                        | Morceaux d'amour         |
| 2020                                                                | Pour les gens du secours (avec Florent Pagny et Pascal Obispo)    | —                   | —                   | —                   | —                   |                        |                        | single uniquement        |
| 2022                                                                | Adulte jamais                                                     | —                   | —                   | —                   | —                   |                        |                        | Adulte jamais            |
| « — » indique que le single n'est pas sorti ou classé dans le pays. |                                                                   |                     |                     |                     |                     |                        |                        |                          |

## Participations
- 1986 : Merci beaucoup Mister Trenet et Rock à mort, titres signés Marc Lavoine, P. Mithois et Fabrice Aboulker pour Teddy Boy, publication Phonogram Bandit
- 1992 : Juste le temps de vivre : Titre inédit signé Marc Lavoine / Fabrice Aboulker pour l'album Urgences au profit de la recherche contre le Sida
- 1993: Je retiens mon souffle, La liberté et Reste sur moi pour l’album Je te dis vous de Patricia Kaas
- 1995 : Une nuit sur son épaule avec Véronique Sanson sur son album Comme ils l'imaginent, sorti en single
- 1998 : J'aime un homme marié : titre écrit pour la chanteuse Sylvie Vartan, figurant sur l'album Sensible de celle-ci
- 2002 : Nos points communs : titre écrit pour la chanteuse Jenifer, figurant sur le premier album éponyme de celle-ci
- 2002 : Reprise de Ma Solitude sur Autour de Serge Reggiani, album hommage à Serge Reggiani
- 2002 : Je n'ai jamais pleuré : titre écrit pour le chanteur Johnny Hallyday, figurant sur A la vie à la mort
- 2003 : Un pays mais… en duo avec Maurane sur son album Quand l'humain danse…
- 2003 : Il faut se faire l'amour : titre écrit pour le chanteur Frédéric Lerner, figurant sur Être libre
- 2007 : Le Dernier Mot en duo virtuel avec Dalida (disponible seulement sur internet)
- 2008 : Gena and John avec Gérard Darmon, disponible sur l'album de ce dernier On s'aime
- 2009 : Viola en duo avec Najoua Belyzel sur l'album de cette dernière Au féminin
- 2009 : Il me semble : titre écrit pour la chanteuse Sylvie Vartan, figurant sur l'album Tourtes peines confondues de celle-ci
- 2009 : Nathan : titre écrit pour le chanteur Calogero sur l'album  L'Embellie
- 2010 : Te jeter des fleurs : titre écrit pour le chanteur Florent Pagny, figurant sur Tout et son contraire
- 2010 : Je t'ai suivi, je te suivrai : titre écrit pour la chanteuse Line Renaud, figurant sur Rue Washington
- 2012 : C'est la la la et Seule avec toi, titres écrits pour Juliette Gréco et chantés avec elle sur son album Ça se traverse et c'est beau
- 2013 : Combien de gens : titre écrit pour le chanteur Florent Pagny, figurant sur Vieillir avec toi
- 2015 : Camarade : sur l'album hommage à Jean Ferrat Des airs de liberté
- 2016 : Les Divorcés : sur l'album hommage à Michel Delpech J'étais un ange
- 2020 : Sur le bord de la route : titre écrit pour le chanteur Jean-Baptiste Guegan, figurant sur Rester le même
- 2023 : lucy & les chanteurs pour dames en duo avec Krisy sur son album euphoria
- 2024 : La chanson d'Hélène en duo avec Elsia Tovati sur son album Elisa fait son cinéma